# 嘉陵 (西夏)
 嘉陵是中国党項族首領李德明的陵墓，他在西夏建國後被追尊為太宗。
位于宁夏回族自治区银川市西40公里贺兰山东麓平吉堡的西夏王陵建築群內。據史料記載，1032年十月，德明卒，时年五十一岁，西夏建立后，李元昊追谥父亲光圣皇帝，庙号太宗，陵号嘉陵。依據昭穆次序推斷，可能是西夏王陵中的二號陵，但未有確切證據證實這一點。